# Теорема про чотири вершини

Еліпс (червоний) і його еволюта (синя), що показують чотири вершини кривої. Кожна вершина відповідає вістрю еволюти.

Теорема про чотири вершини стверджує, що функція кривини простої замкнутої гладкої плоскої кривої має щонайменше чотири локальних екстремуми (зокрема, щонайменше два локальних максимуми і щонайменше два локальних мінімуми). Назва теореми відображає угоду називати екстремальні точки функції кривини вершинами. Ця теорема має багато узагальнень, включно з версією кривої у просторі, де вершина визначається як точка в якій зникає скрут кривої.

## Приклади
Еліпс має в точності чотири вершини — два локальних максимуми кривини в місцях перетину еліпса з великою віссю, і два локальних мінімуми в місцях перетину з малою віссю. На колі всі точки є як локальними максимумами, так і локальними мінімумами кривини, так що на ній нескінченно багато вершин.